# Gunnar Nilsson Memorial Trophy
Il  Gunnar Nilsson Memorial Trophy  è stata una manifestazione automobilistica che si tenne domenica 3 giugno 1979 al Donington Park, nel Regno Unito. Essa fu caratterizzata da diverse gare, riservata ciascuna a una diversa categoria di vetture da corsa.
La competizione tra le vetture di Formula 1 non fu un classico gran premio ma una gara a cronometro, in cui avrebbe vinto il pilota che avesse ottenuto il tempo sul giro più rapido e, ovviamente, non fu valida quale prova del campionato mondiale di Formula 1.
La prova tra queste vetture venne vinta dal pilota australiano Alan Jones su Williams-Ford Cosworth. Precedette il britannico James Hunt su Wolf-Ford Cosworth e lo statunitense Mario Andretti su Lotus-Ford Cosworth.
La gara riservata alle vetture di Formula 3 venne vinta da Mike Roe su Chevron-Toyota. Tra le vetture Procar s'impose Nelson Piquet, mentre tra le vetture turismo prevalse Martin Brundle.

## Vigilia

### Aspetti tecnici
La manifestazione si tenne sul Donington Park, circuito inglese, sito nel Leicestershire, riaperto all'utilizzo motoristico il 27 maggio 1977, e lungo 3.150 metri.
Anche se inizialmente la gara era stata inserita nel calendario degli appuntamenti non validi per il mondiale la prova delle F1 non venne sanzionata dalla FIA come un gran premio, e per tale ragione si decise di trasformarla in una gara a cronometro. Ciò però portò  molte delle vetture, già presenti sul circuito, ad abbandonare la competizione.
A ognuno dei piloti iscritti sarebbero stati concessi cinque giri di pista; la classifica sarebbe stata stilata sulla base dei tempi ottenuti sul giro secco. L'ordine di partenza sarebbe stato determinato sui tempi fatti segnare nel corso delle prove del mattino.
Il rifiuto della FIA di considerare tale manifestazione secondo le regole della Formula 1 spinse la Brabham a riproporre il modello BT46B, dotato di un'enorme ventola al posteriore, che era stato bandito dal campionato mondiale dopo la sua unica apparizione, il Gran Premio di Svezia 1978, ove aveva vinto con Niki Lauda alla guida.

### Aspetti sportivi
La manifestazione era un tributo alla memoria del pilota svedese Gunnar Nilsson, deceduto a causa di un tumore il 20 ottobre 1978. Nilsson, che aveva disputato 31 gran premi validi per il mondiale di F1 a cavallo del periodo 1976-1977 (tutti al volante di una Lotus), aveva vinto il Gran Premio del Belgio 1977.
Il ricavato della manifestazione venne versato alla fondazione che portava il suo nome, e che si batteva contro tale malattia. Anche il ricavato della Race of Champions, disputata a Brands Hatch il 15 aprile, era stato devoluto a tale fondazione.
Fu l'ultima presenza per James Hunt in una gara con vetture di Formula 1.
La gara per le vetture della F3 venne denominata II RAC FOCA Trophy 1979, e non fu valida per il campionato britannico di quell'anno.
Oltre a diverse gare si svolsero anche delle dimostrazioni con vecchie vetture da competizione, come la Tyrrell 006 guidata da Jackie Stewart o la Mercedes W125, con al volante Juan Manuel Fangio.

## Piloti e team
Solo cinque piloti presero parte alla manifestazione, tra le vetture di Formula 1. Tra questi l'unico a non partecipare al campionato mondiale 1979 era Rupert Keegan per l'Arrows. Keegan aveva comunque già disputato 18 gran premi tra il 1977 e il 1978.
I seguenti piloti e team parteciparono alla gara con le vetture di Formula 1:
| Team                            | Telaio                          | Gomme | Nr. | Pilota         |
| ------------------------------- | ------------------------------- | ----- | --- | -------------- |
| Arrows Racing Team              | Arrows A1B-Ford Cosworth DFV    | G     |     | Rupert Keegan  |
| Martini Team Lotus              | Lotus 79-Ford Cosworth DFV      | G     |     | Mario Andretti |
| Parmalat Racing Team            | Brabham BT46B-Alfa Romeo        | G     |     | Nelson Piquet  |
| Walter Wolf Racing              | Wolf WR8-Ford Cosworth DFV      | G     |     | James Hunt     |
| Williams Grand Prix Engineering | Williams FW07-Ford Cosworth DFV | G     |     | Alan Jones     |

## Gare

### Resoconto
Nel corso dei test del mattino Mario Andretti ruppe una sospensione sulla sua Lotus 80, e fu così costretto a prenedere parte alla prova con una 79.
Il primo a scendere in pista fu Rupert Keegan, che ottenne un tempo più alto del record della pista, che apparteneva a Brian Henton, e che era stato ottenuto con una vettura di Formula 2, l'anno precedente. Il suo tempo fu battuta da James Hunt; toccò poi a Nelson Piquet, che però non migliorò il tempo di Hunt.
Anche Andretti non ritoccò il limite ottenuto dal pilota della Wolf. Solo Jones, ultimo a prendere parte alla prova, fece meglio di Hunt e si aggiudicò il primo posto della graduatoria.

### Classifica Formula 1
I risultati della gara furono i seguenti:
| Pos | Pilota         | Costruttore            | Tempo   |
| --- | -------------- | ---------------------- | ------- |
| 1   | Alan Jones     | Williams-Ford Cosworth | 1'01"37 |
| 2   | James Hunt     | Wolf-Ford Cosworth     | 1'02"54 |
| 3   | Mario Andretti | Lotus-Ford Cosworth    | 1'02"67 |
| 4   | Nelson Piquet  | Brabham-Alfa Romeo     | 1'03"61 |
| 5   | Rupert Keegan  | Arrows-Ford Cosworth   | 1'05"09 |

### Classifica Formula 3
I risultati della gara furono i seguenti:
| Pos | N° | Pilota           | Costruttore    | Giri | Tempo/Ritiro   | Griglia |
| --- | -- | ---------------- | -------------- | ---- | -------------- | ------- |
| 1   | 4  | Mike Roe         | Chevron-Toyota | 15   | 18'13"15       |         |
| 2   | 45 | Roberto Guerrero | Argo-Toyota    | 15   | +3"27          |         |
| 3   | 16 | John Bright      | March-Toyota   | 15   | +11"65         |         |
| 4   | 3  | Eddie Jordan     | March-Toyota   | 15   | +13"30         |         |
| 5   | 38 | Placido Iglesias | Ralt-Toyota    | 15   | +21"24         |         |
| 6   | 8  | Jorge Caton      | Ralt-Toyota    | 15   | +28"52         |         |
| 7   | 32 | Wyatt Stanley    | Ralt-Toyota    | 15   | +43"53         |         |
| 8   | 33 | Phil Silverstone | Ralt-Toyota    | 15   | +45"73         |         |
| 9   | 17 | Mike Thackwell   | March-Toyota   | 14   | Motore         | 1       |
| Rit | 30 | Kenny Acheson    | March-Toyota   | 10   | Probl. tecnico |         |
| NA  | 1  | Bernard Devaney  | Chevron-Toyota |      |                |         |
| NA  | 2  | Stefan Johansson | March-Toyota   |      |                |         |
| NA  | 14 | Brett Riley      | March-Triumph  |      |                |         |
| NA  | 15 | Nigel Mansell    | March-Triumph  |      |                |         |
| NA  | 35 | Slim Borgudd     | Ralt-Toyota    |      |                |         |
| NA  | 36 | Eliseo Salazar   | Ralt-Toyota    |      |                |         |
| NA  | 42 | Fernando Jorge   | Ralt-Toyota    |      |                |         |